# Richard C. Banks

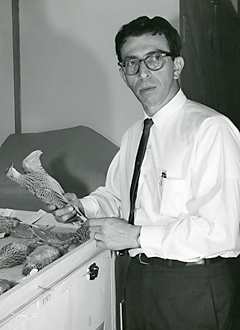
Richard Charles Banks

Richard Charles Banks (Steubenville, 19 april 1931) is een Amerikaans auteur, ornitholoog en emeritus zoöloog verbonden aan de Smithsonian Institution, en specifiek ook het Smithsonian Migratory Bird Center en het National Museum of Natural History, in Washington D.C..
Banks was de oprichter van de Ornithological Council, en bestudeerde trekvogelroutes, patronen en geografische variaties van de Noord-Amerikaanse vogels, met een specifieke onderzoeksinteresse voor de kolgans. Hij was van 1994 tot 1996 voorzitter van de American Ornithologists' Union.